# Monte Camicia
Le Monte Camicia (2 563 m) est une montagne des Abruzzes (province de Teramo et province de L'Aquila) du massif du Gran Sasso, dans la chaîne des Apennins.

## Caractéristique
- Les deux versants de la montagne sont de nature complètement différente : le versant méridional est arrondi et herbeux tandis que le septentrional est rocheux et escarpé.
- À une altitude de (2 080 m), se trouve Fonte Grotta, la source la plus élevée de l'Apennin aux eaux limpides et glaciales.
- La montagne abrite une végétation rare, composée entre autres de l'étoile des neiges des Apennins.